# やちるさんはほめるとのびる
『やちるさんはほめるとのびる』は、遠野人夏による日本の漫画。『コミックDAYS』（講談社）にて、2025年5月7日より毎週水曜日連載中。

## あらすじ
人間世界で生活する八尺様のやちるはえっちな妖怪という世間のイメージから身長は縮んで身体は弱体化。そんな中、勉強でホラー映画を観に会った映画館で八尺様の大ファンの青年・名桐誠一郎と出会った。

## 登場人物
八雲 やちる(やくも)
八尺様の女妖怪。黒髪長髪巨乳。「八尺様はえっちな妖怪」という世間のイメージで身体は弱体化して身長は元の8尺（240cm）より縮んで現在190cm。動画配信・お化け屋敷のバイト等でイメージ一新を図るも失敗続き。ある日、映画館で会った誠一郎に褒められたことで少しだけ元の身長に戻ったので仲良くなる。元の身長に戻ると服や靴が壊れやすいのに悩んでいる。
名桐 誠一郎（なぎり せいいちろう）
大学生。19歳。黒髪短髪高身長。幼少期八尺様の怪談を呼んだことで大ファンになって敬意を表している。やちると出会って彼女が自信を取り戻したので信頼を得る。しかし彼女に対してエロイ目で見てしまうのは玉に瑕。
柳 浅葱（やなぎ あさぎ）
大学生。染髪短髪眼鏡。誠一郎と友達で一緒にエロ漫画を描いている。やちるのために部屋を提供した。やちるが八尺様だというのに直ぐに慣れる。
柳 菖蒲（やなぎ あやめ）
染髪短髪。浅葱の姉で一緒に暮らしている。

## 書誌情報
- 遠野人夏『やちるさんはほめるとのびる』講談社〈ヤンマガKCスペシャル〉、既刊1巻（2025年7月18日現在）
  1. 2025年7月18日発売[2][3]、ISBN 978-4-06-540194-1